# Gonatopus
Gonatopus is een geslacht van vliesvleugelige insecten van de familie Tangwespen (Dryinidae).

## Soorten
- G. albolineatus Kieffer, 1904
- G. albosignatus Kieffer, 1904
- G. ater Olmi, 1984
- G. atlanticus Olmi, 1984
- G. audax (Olmi, 1984)
- G. azorensis (Olmi, 1989)
- G. baeticus (Ceballos, 1927)
- G. bicolor (Haliday, 1828)
- G. bilineatus Kieffer, 1904
- G. blascoi Olmi, 1995
- G. brunneicollis (Richards, 1972)
- G. camelinus Kieffer, 1904
- G. canariensis (Olmi, 1984)
- G. clavipes (Thunberg, 1827)
- G. chersonesius Ponomarenko, 1970
- G. distinctus Kieffer, 1906
- G. distinguendus Kieffer, 1905
- G. doderoi (Olmi & Currado, 1974)
- G. dromedarius (Costa, 1882)
- G. europaeus (Olmi, 1986)
- G. felix (Olmi, 1984)
- G. focarilei (Olmi, 1984)
- G. formicarius Ljungh, 1810
- G. formicicolus (Richards, 1939)
- G. fortunatus Olmi, 1993
- G. graecus Olmi, 1984
- G. helleni (Raatikainen, 1961)
- G. horvathi Kieffer, 1906
- G. kenitrensis Olmi, 1990
- G. lindbergi Hellen, 1930

- G. longicollis (Kieffer, 1905)
- G. lunatus Klug, 1810
- G. lycius Olmi, 1989
- G. mediterraneus Olmi, 1990
- G. nearcticus (Fenton, 1927)
- G. pallidus (Ceballos, 1927)
- G. pedestris Dalman, 1818
- G. planiceps Kieffer, 1904
- G. plumbeus Olmi, 1984
- G. popovi Ponomarenko, 1965
- G. pulicarius Klug, 1810
- G. rosellae (Currado & Olmi, 1974)
- G. solidus (Haupt, 1938)
- G. spectrum (Snellen van Vollenhoven, 1874)
- G. striatus Kieffer, 1905
- G. subtilis Olmi, 1984
- G. tenerifei Olmi, 1984
- G. tussaci (Olmi, 1989)
- G. unilineatus Kieffer, 1904
- G. vistosus Olmi, 1984